# Efeito Cantillon
O Efeito Cantillon é uma teoria econômica formulada no século XVIII pelo economista Richard Cantillon que explica como a inflação de preços causada pela criação de moeda nova despejada na economia pelo governo (ou banco central), afeta de forma desigual a todas as pessoas, gerando desigualdade e distorções nos preços, beneficiando quem está mais próximo do ente emissor, enquanto prejudica quem está mais distante.
Richard Cantillon afirma que os indivíduos que estão mais distantes de quem emite a moeda, arcam com os custos dos preços dos produtos e serviços ficando mais altos. Também afirma que esta é uma forma de o governo cobrar impostos da população sem que ela perceba, transferindo a culpa do aumento dos preços para os empresários.

## O que é o Efeito Cantillon?
Quando o governo ou o Banco Central cria dinheiro novo - seja imprimindo notas ou aumentando a base monetária digitalmente - esse dinheiro entra na economia por determinados canais ou agentes específicos, como bancos, grandes empresas ou o próprio governo. Quem recebe esse dinheiro primeiro pode gastá-lo antes que os preços subam, aproveitando o poder de compra do dinheiro em seu valor original.
Conforme o dinheiro novo começa a circular, ele aumenta a demanda por bens e serviços, fazendo os preços subirem (inflação). Mas quem recebe o dinheiro mais tarde, já enfrenta preços mais altos e, portanto, tem seu poder de compra reduzido.

## Como funciona na prática?
Imagine um vilarejo pequeno onde, de repente, uma pessoa encontra uma mala com muito dinheiro novo e começa a gastar. Inicialmente, ela compra bens a preços antigos, melhorando seu padrão de vida. À medida que o dinheiro circula para outras pessoas, os preços sobem para equilibrar a oferta e a demanda. Quem recebe o dinheiro por último já enfrenta preços mais altos e, portanto, compra menos.

## Impactos principais do Efeito Cantillon
- Desigualdade econômica: Quem está mais próximo da fonte do dinheiro novo (governo, bancos, grandes empresas) se beneficia mais, enriquecendo ou mantendo seu padrão de vida.
- Inflação desigual: Os preços sobem de forma desigual, afetando mais quem recebe o dinheiro por último, geralmente a população em geral.
- Distorção econômica: O caminho pelo qual o dinheiro novo entra na economia influencia quais setores e agentes se beneficiam, criando distorções no mercado.

## Por que o Efeito Cantillon é importante?
Ele mostra que a inflação não é um fenômeno neutro que afeta todo mundo igualmente. Ao contrário, funciona como um imposto oculto que empobrece quem está longe do poder de criação do dinheiro e beneficia quem está perto, aprofundando desigualdades.

## Resumo simples
- O dinheiro novo entra na economia por um ponto específico.
- Quem recebe primeiro aproveita o dinheiro com preços antigos.
- Conforme o dinheiro circula, os preços sobem.
- Quem recebe por último compra menos, porque os preços já estão mais altos.
- Isso gera desigualdade e beneficia bancos, grandes empresas e o governo.

Essa teoria ajuda a entender por que, em períodos de expansão monetária, os ricos e quem tem acesso privilegiado ao dinheiro novo tendem a se beneficiar, enquanto a maioria da população sofre com o aumento dos preços e a perda do poder de compra.